# Kaiserliche Oberpostdirektion (Koblenz)

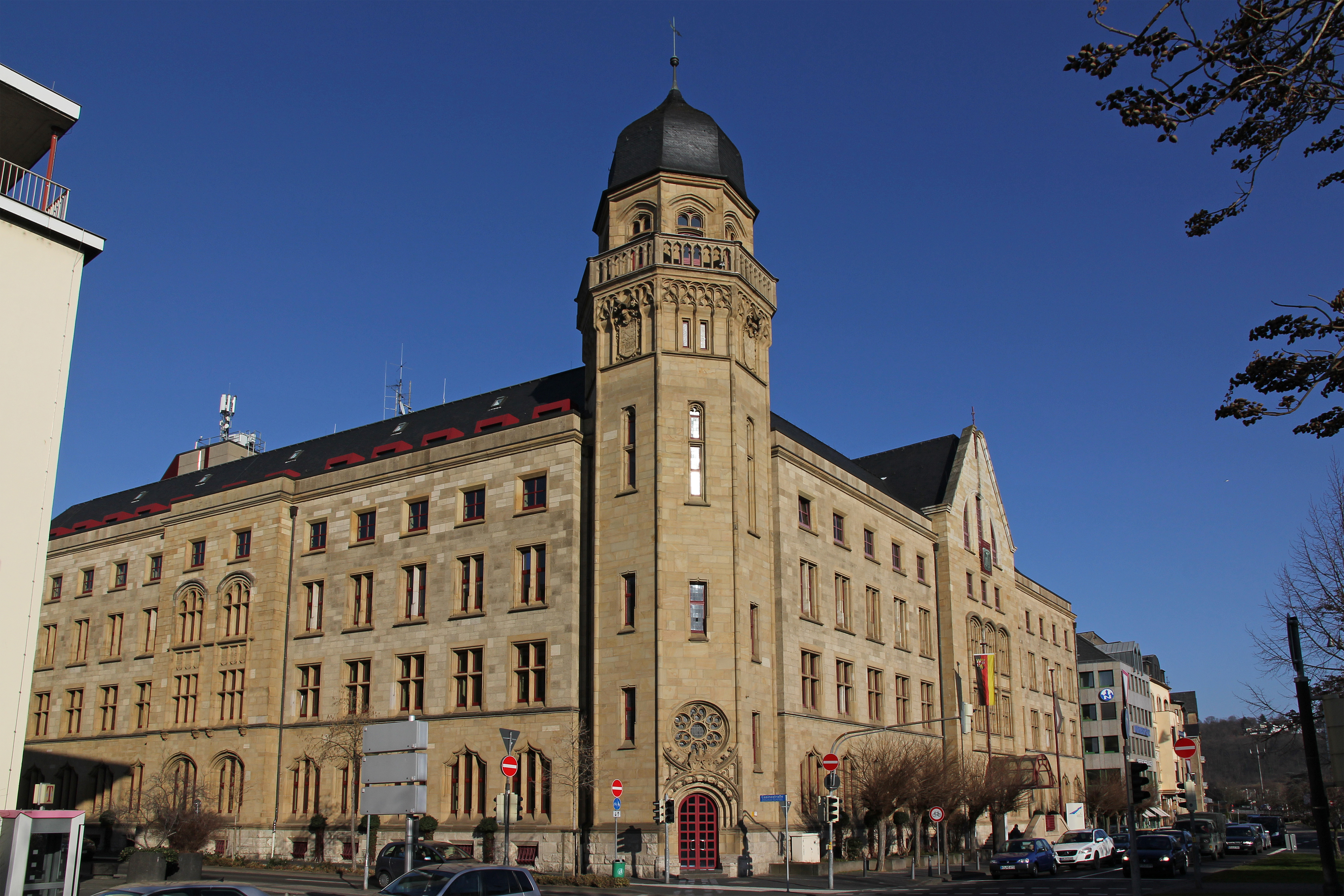
Das Gebäude der ehemaligen Kaiserlichen Oberpostdirektion in Koblenz

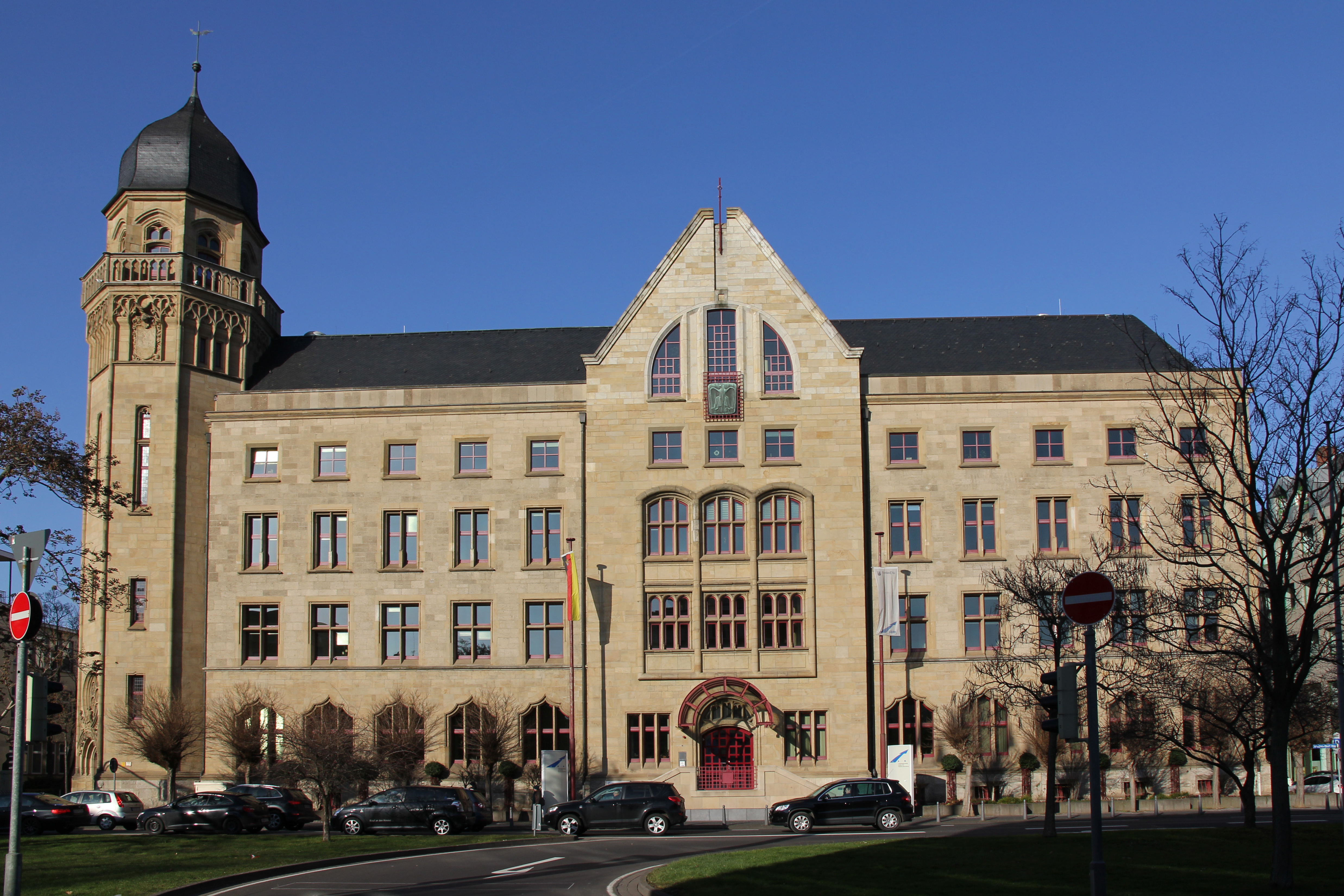
Südansicht vor dem Friedrich-Ebert-Ring

Die ehemalige Kaiserliche Oberpostdirektion ist ein Gebäude in der Altstadt von Koblenz. In dem um 1905 für die Oberpostdirektion Koblenz erbauten Gebäude ist heute der Landesbetrieb Mobilität Rheinland-Pfalz untergebracht. Trotz starker Veränderungen über die Zeit hinweg ist der denkmalgeschützte repräsentative Baukomplex ein Beispiel für den Anspruch der preußischen Staatsbauten um die Jahrhundertwende von 1900.

## Geschichte
Eine Oberpostdirektion in Koblenz wurde am 1. Januar 1850 in der preußischen Rheinprovinz eingerichtet und bestand bis zum 1. Januar 1995, bis zur Auflösung der Deutschen Bundespost. Für sie wurde in dem von 1881 bis 1883 neu errichteten Post- und Telegrafenamt am Clemensplatz auch die Oberpostdirektion untergebracht.
Nach der Aufgabe der preußischen Stadtbefestigung 1890 entstanden an Stelle des Walls zwei große Ringe, der Kaiserin-Augusta-Ring (heute Moselring) und der Kaiser-Wilhelm-Ring (heute Friedrich-Ebert-Ring). Für die Oberpostdirektion Koblenz wurde im Rahmen der südlichen Stadterweiterung 1905–1907 am östlichen Ende des Kaiser-Wilhelm-Rings vom Reichspostamt nach eigenen Plänen ein neues repräsentatives Gebäude errichtet, da das alte Gebäude am Clemensplatz nicht mehr genügend Platz für Erweiterungen bot. Links neben dem neuen Gebäude wurde gleichzeitig das Kaiser-Wilhelm-Realgymnasium fertiggestellt.
Bei den Luftangriffen auf Koblenz im Zweiten Weltkrieg wurde die Kaiserliche Oberpostdirektion beschädigt, die Schäden aber bereits um 1948 wieder beseitigt. Der Risalit mit dem Säulenvorbau am Friedrich-Ebert-Ring wurde vor 1960 stark vereinfacht. Das Mittelrheinische Postmuseum fand 1962 im Gebäude der Oberpostdirektion eine neue Heimat. Mit Schließung der Oberpostdirektion wurden die Exponate ins Museum für Kommunikation nach Frankfurt abgegeben.
Der Gebäudekomplex wurde 1983–1986 saniert und dabei umgebaut. Über dem Risaliten am Friedrich-Ebert-Ring entstand ein postmoderner Giebel. Das Innere des Gebäudes wurde gleichzeitig völlig entkernt.

## Bau
Das Gebäude der ehemaligen Oberpostdirektion Koblenz ist ein ausgedehnter und großvolumiger Baukomplex in historistischen Architekturformen. Der dreiflügelige und viergeschossige Verwaltungsbau steht am Friedrich-Ebert-Ring zwischen den Straßeneinmündungen von Casino- und Friedrichstraße. Der Bau besitzt an den Straßenseiten von Friedrich-Ebert-Ring und Casinostraße jeweils einen Mittelrisalit.
Die Fassade ist mit Sandstein und Muschelkalk verkleidet, der architektonische Schmuck zitiert Formen der deutschen Spätgotik. Die Fenster sind geschossweise unterschiedlich und vereinfachen sich nach oben. An der Gebäudeecke ist ein achteckiger Treppenturm mit geschweifter Haube angebaut, der das Gebäude hoch überragt und die Silhouette des Friedrich-Ebert-Rings maßgeblich bestimmt. Das oberste Geschoss des Turms besitzt eine Maßwerk-Galerie mit zwei großen Wappenzusammenstellungen. Sie zeigen einmal die westlichen Gebiete des Königreichs Preußen sowie zum anderen das Wappen der preußischen Rheinprovinz und deren wichtigster Städte. Im Inneren des Turms befindet sich eine steinerne Treppe, die unter einem Sterngewölbe endet. An dem Risalit an der Casinostraße sind die Wappen der Städte Andernach, Bad Kreuznach, Boppard, Mayen, Neuwied, Oberwesel und Trarbach angebracht.
Zur Friedrichstraße hin ist die Fassade einfacher gestaltet. An einem zweigeschossigen Erker befinden sich hier die Wappen von Koblenz und der Rheinprovinz. Daneben ist ein kleinerer, nicht über die Traufe reichender, runder Treppenturm angebaut.

## Denkmalschutz
Die Gebäude der ehemaligen Oberpostdirektion Koblenz ist ein geschütztes Kulturdenkmal nach dem Denkmalschutzgesetz (DSchG) und in der Denkmalliste des Landes Rheinland-Pfalz bzw. die Denkmalliste der Stadt Koblenz eingetragen. Es steht in Koblenz-Altstadt und hat die Adresse Friedrich-Ebert-Ring 14–20.
Seit 2002 ist das Gebäude Bestandteil des UNESCO-Welterbes Oberes Mittelrheintal.